# Thérèse Coffey
Thérèse Anne Coffey (Billinge (Lancashire), 18 november 1971) is een voormalig Brits politica voor de Conservatieve Partij. Zij was van 2010 tot 2024 lid van het Lagerhuis voor het kiesdistrict Suffolk Coastal. 
In de regeringen van Theresa May en Boris Johnson bekleedde Coffey tussen 2016 en 2019 verschillende functies bij het ministerie van Milieu, Voedsel en Plattelandszaken. Johnson benoemde haar in september 2019 tot minister voor Werk en Pensioenen. In het kabinet van Liz Truss werd Coffey in september 2022 vicepremier en minister van Gezondheid en Sociale Zorg. In de regering van Truss' opvolger Rishi Sunak was ze in 2022-2023 minister van Milieu. 

## Biografie
Coffey groeide op in Liverpool. Ze studeerde scheikunde aan Somerville College, Oxford en University College London, waar ze in 1998 promoveerde. Na haar afstuderen werkte Coffey in een aantal functies voor de firma Mars Incorporated, waaronder als financieel directeur voor Mars Drinks UK, en daarna voor de BBC als financieel manager van de divisie vastgoed. 
Coffey stelde zich bij de Lagerhuisverkiezingen van 2005 kandidaat voor de Conservatieve Partij in het kiesdistrict Wrexham maar werd niet gekozen. Bij de verkiezingen voor het Europese Parlement in 2004 en 2009 was ze  - zonder succes - verkiesbaar voor het district Zuidoost-Engeland. Bij de Lagerhuisverkiezingen van 2010 werd Coffey verkozen voor het district Suffolk Coastal.
In 2014 werd ze assistent-whip voor de conservatieve fractie en in 2015 plaatsvervangend Leader of the House of Commons. 
In juli 2016 werd Coffey ten tijde van het eerste kabinet van Theresa May onder-staatssecretaris voor Milieu en Plattelandskansen bij het ministerie van Milieu, Voedsel en Plattelandszaken  Toen Boris Johnson in juli 2019 premier werd, werd ze gepromoveerd tot staatssecretaris bij dit ministerie. Na het aftreden van Amber Rudd in september 2019 trad Coffey als minister voor Werk en Pensioenen toe tot het tweede kabinet Johnson.
Toen Johnson in 2022 in politieke problemen kwam, verdedigde Coffey hem in de media. Johnson maakte in juli 2022 bekend dat hij zou aftreden. Coffey was nauw betrokken bij de campagne van Liz Truss die zich kandidaat had gesteld in de conservatieve leiderschapsverkiezingen en deze in september 2022 ook won. Coffey werd op 6 september 2022 vicepremier en minister van Volksgezondheid en Sociale Zorg in het kabinet-Truss.  In het kabinet van Truss' opvolger Rishi Sunak was ze sinds 25 oktober 2022 minister van Milieu.  Zij trad op 13 november 2023 af. Bij de Lagerhuisverkiezingen van 4 juli 2024 werd ze niet herkozen.

## Politieke standpunten
Coffey is sociaal conservatief. Ze stemde in 2013 tegen het homohuwelijk, in 2019 tegen legalisering van abortus in Noord-Ierland en in 2022 tegen een wetsvoorstel om de abortuspil makkelijker beschikbaar te maken. Zij is een politieke vertrouweling en persoonlijke vriendin van voormalig premier Liz Truss, die een kiesdistrict in dezelfde regio vertegenwoordigt. Net als Truss was ze in eerste instantie tegen Brexit. Toen de Britse kiezers bij het referendum over het Britse EU-lidmaatschap in 2016 voor vertrek uit de Europese Unie stemden, veranderde zij van mening omdat ze vond dat het democratische proces gerespecteerd moest worden.

## Externe bronnen
- Profiel Thérèse Coffey op website House of Commons
- Website Thérèse Coffey